# توماس بیام مارتین
توماس بیام مارتین (انگلیسی: Thomas Byam Martin; ۲۵ ژوئیهٔ ۱۷۷۳ – ۲۵ اکتبر ۱۸۵۴) سیاستمدار و افسر نیروی دریایی پادشاهی بریتانیا بود. به عنوان کاپیتان کشتی درجه پنج اچ‌ام‌اس فیسگارد، در نبرد جزیره توری در طول جنگ‌های انقلاب فرانسه در یک دوئل با کشتی فرانسوی ایمورتالیته شرکت کرد و آن را به اسارت گرفت. سپس در حالی که فرماندهی کشتی درجه سه اچ‌ام‌اس ایمپلسبل در دریای بالتیک را بر عهده داشت و به نیروی دریایی سوئد متصل بود، در طول جنگ‌های ناپلئونی در تصرف کشتی روسی سوولود (وسولود) شرکت کرد. در طول حمله فرانسه به روسیه، مارتین فرماندهی اسکادران دریایی بریتانیا را که از مدافعان روسی در محاصره ریگا حمایت می‌کرد، بر عهده داشت.
مارتین در طول سال‌های متمادی خدمت خود به عنوان حسابرس نیروی دریایی، به خاطر کاهش ناوگان از اندازه عظیم مستقر علیه فرانسوی‌ها به یک سرویس بسیار ساده‌تر که برای محافظت از تجارت بازرگانی و امپراتوری بریتانیا طراحی شده بود، مورد تقدیر قرار گرفت. او همچنین به شدت بر استخدام کارکنان بسیار آموزش دیده کشتی‌سازی که قادر به پاسخگویی سریع به هرگونه وضعیت اضطراری بین‌المللی بودند، تمرکز کرد. مارتین همچنین به مدت ۱۴ سال در پارلمان حضور داشت و منتقد صریح تلاش‌های دولت برای کاهش بودجه نیروی دریایی بود که در نهایت منجر به برکناری او در سال ۱۸۳۱ توسط دوست قدیمی‌اش، شاه ویلیام چهارم، شد. مارتین در اکتبر ۱۸۵۴، در مراحل اولیه جنگ کریمه، در حالی که مشغول برنامه‌ریزی لشکرکشی بالتیک و بررسی امکان استفاده از سلاح‌های گاز سمی بود، درگذشت.